# Bernier Island
Bernier Island är en ö i Shark Bay i Australien.   Den ligger i delstaten Western Australia, i den västra delen av landet, 3 600 km väster om huvudstaden Canberra. Arean är 42 kvadratkilometer.
Terrängen på Bernier Island är mycket platt. Öns högsta punkt är 47 meter över havet. Den sträcker sig 25,8 kilometer i nord-sydlig riktning, och 4,9 kilometer i öst-västlig riktning.
Bernier Island och andra mindre öar i samma region är de enda platser där tvärbandad harvallaby (Lagostrophus fasciatus) och australmusen Pseudomys fieldi finns kvar.